# 셀바스헬스케어
셀바스헬스케어(영어: Selvas Healthcare)는 셀바스AI의 자회사인 대한민국의 디지털 헬스케어기기 기업이다. 체성분분석기, 전자동혈압계 등 의료진단기기와 점자정보단말기, 독서확대기 등 보조공학기기를 생산 및 판매하고 있다 본사는 대전광역시 유성구 신성동 신성로 155 에 위치해 있으며 대표이사는 유병탁이다. 2024년 울트라사이트와 AI 의료 사업을 위한 합작법인(JV)인 셀바스인비전을 설립했다

## 투자
2023년 셀바스AI와 셀바스헬스케어가 각각 메디아나의 지분 31.69%, 5.83%(총 37.52%)를 확보하여 셀바스AI는 메디아나의 최대 주주가 되었다

## 상장
2016년 8월, ㈜자원메디칼이 하나머스트2호기업인수목적㈜과 합병하며 코스닥시장에 우회 상장하였다

## 같이 보기
- 메디아나
- 씨어스테크놀로지

## 참고 문헌
1. ↑  송영두, 2.7% 지분투자'에도 주가 급등...셀바스가 주목받는 이유, 이데일리, 2023-06-15
2. ↑  최재호, 하나증권 기업분석_스몰캡_Report-셀바스헬스케어, 2023년 9월 21일
3. ↑  현정인, 셀바스헬스케어·울트라사이트, AI 의료사업 JV '셀바스인비전' 설립, 히트뉴스, 2024-02-14
4. ↑  정민구, 셀바스헬스케어·셀바스AI, 메디아나 인수로 국내 최대 AI 의료 혁신기업 탄생, 바이오타임즈, 2023-11-20
5. ↑  이정기, 하나금융투자, Equity Research-셀바스헬스케어, 2016년 12월 27일